# Everard de Digby
Everard de Digby ou Everard Digby (1410-1461) foi um político inglês.
Ele foi um membro (MP) do Parlamento da Inglaterra por Huntingdonshire nos Parlamentos de 1439-40 e 1445-46, e por Rutland nos Parlamentos de 1447, fevereiro de 1449, 1449-50, 1450-51 e 1459.
Ele lutou ao lado dos Lancastres na Batalha de Wakefield e na Batalha de Towton, onde foi morto. As suas propriedades foram conquistadas, mas o seu filho Everard Digby teve sucesso em expulsar quem a conquistou em 1472.